# Carnerete
El Carnerete es un plato de patata migada y pan muy típica de cocina cordobesa. El plato se prepara con picatostes (rebanadas de pan frito), ajo frito, patatas cocidas. Todo ello bien majado. El carnerete, a pesar de su nombre, no posee carne. El plato se puede servir sólo, acompañado con huevos fritos, como guarnición de platos de pescado o la carne a la plancha.
El carnerete es original del municipio cordobés de Cañete de las Torres.

## Características
El plato se elabora a base de pan frito en abundante aceite de oliva. En el mismo aceite se suele freír un ajo y un pimiento seco. El pan, el ajo y el pimento se suele mezclar con un caldo y se maja. Antiguamente se realizaba en un mortero y en la actualidad se emplean batidoras. Es habitual que en otra parte se ponga agua a hervir con orégano, sal y vinagre. A esta mezcla, una vez comience a  hervir, se le vierten huevos batidos, una vez cuajado, se le incorpora el conjunto a la fuente. Después de moverlo todo bien, se sirve. Existen diversas variantes de la receta que imcluyen embutidos diversos, bien sean chorizos o morcillas.